# 2001 OJ108
2001 OJ108, também escrito como 2001 OJ108, é um objeto transnetuniano (TNO) que está localizado no cinturão de Kuiper, uma região do Sistema Solar. Ele é classificado como um cubewano. O mesmo possui uma magnitude absoluta de 7,8 e tem um diâmetro com cerca de 121 km.

## Descoberta
2001 OJ108 foi descoberto no dia 24 de julho de 2001 pelo astrônomo B. Gladman.

## Órbita
A órbita de 2001 OJ108 tem uma excentricidade de 0,091 e possui um semieixo maior de 44,910 UA. O seu periélio leva o mesmo a uma distância de 40,811 UA em relação ao Sol e seu afélio a 49,009 UA.